# Jardin d'Eram

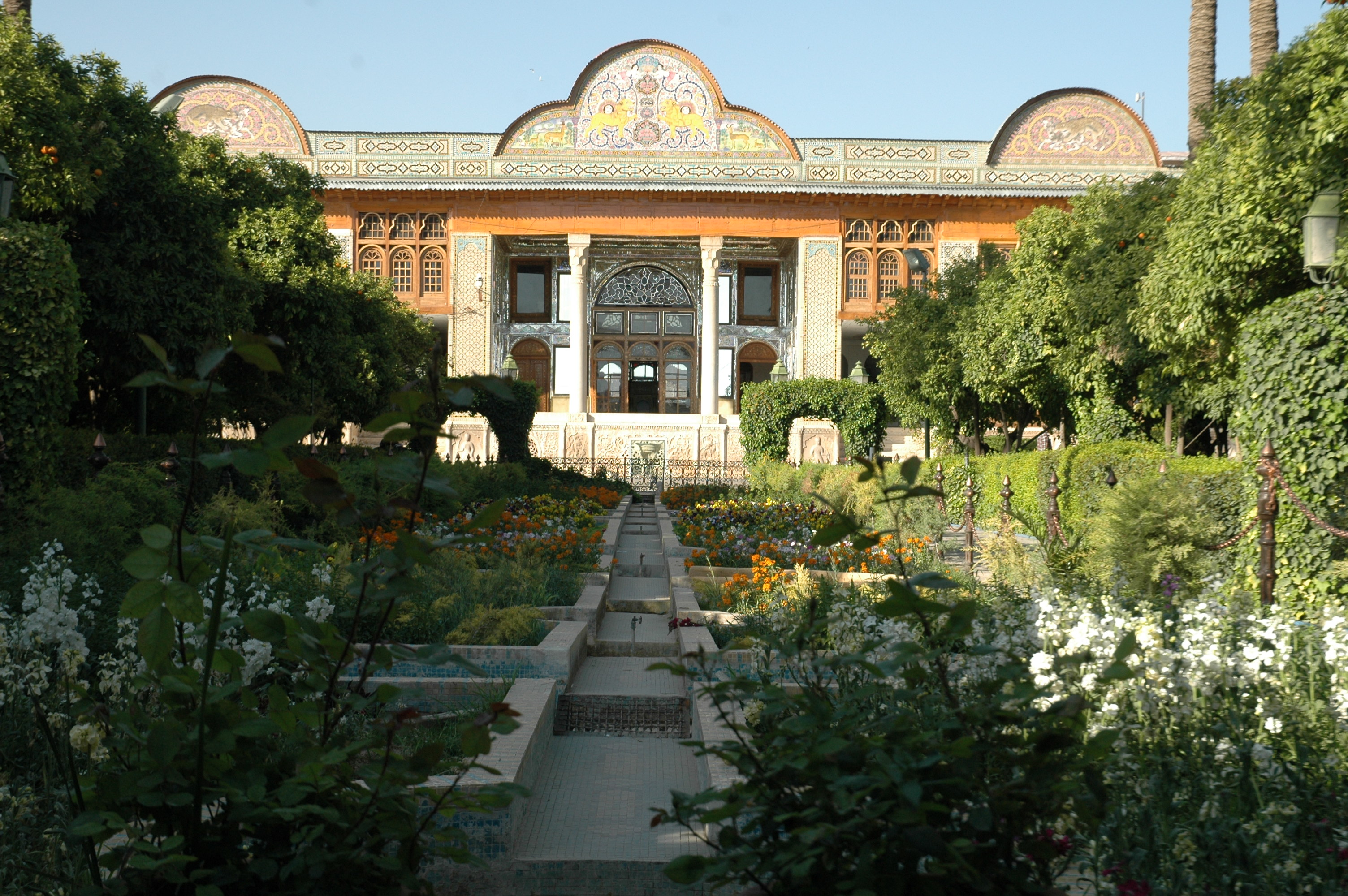
La Maison Qavam dans les jardins

Le jardin d'Eram (persan : باغ ارم Bagh-e Eram) est un jardin persan historique situé à Chiraz, en Iran.
Son nom en langue persane signifie « jardin du Paradis ». Il a été conçu au XXe siècle (à l'emplacement d'un jardin du XVIIIe siècle) autour d'un palais de l'ère qadjare (construit au milieu du XIXe siècle) pour l'élite administrative et féodale de la province du Fars, puis il est devenu propriété du chah d'Iran. Sous la dynastie Pahlavi, l'ensemble a été mis sous la protection de l'université de Chiraz et son palais a servi d'école de droit, dirigée par Arthur Pope et Richard Nelson Frye. Toujours propriété de l'université, le jardin, d'une superficie de 

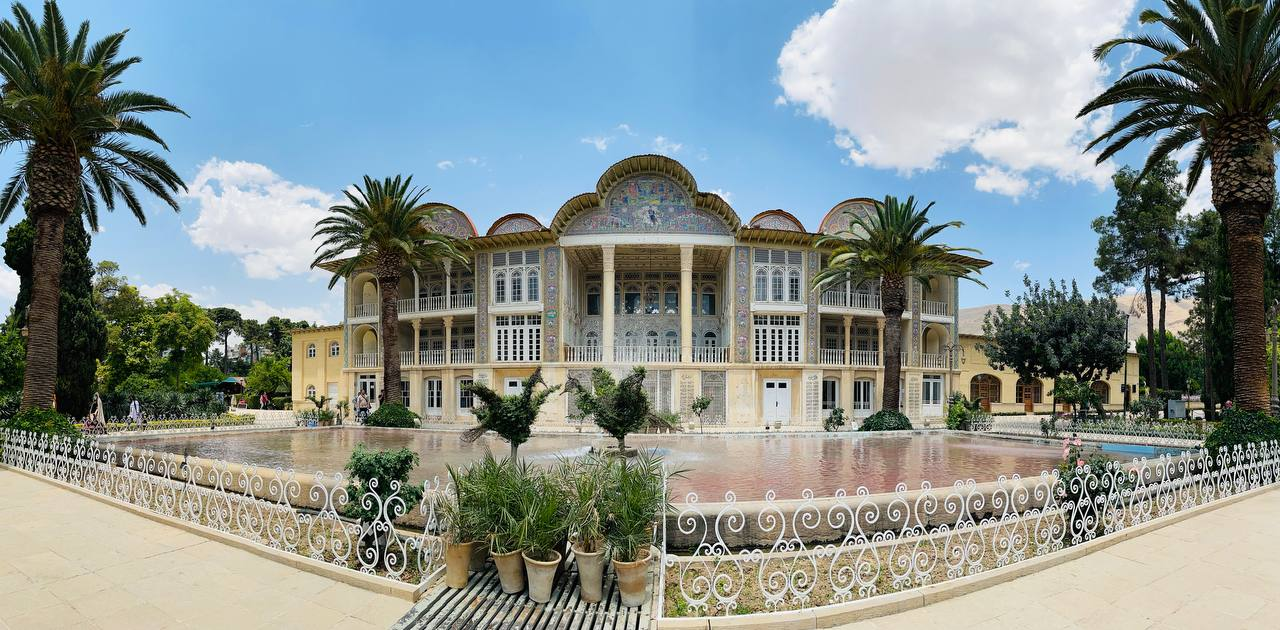
Le bâtiment principal s'élève au-dessus de la pente du jardin

110 380 m2 est ouvert au public et protégé par l'Organisation du patrimoine culturel iranien.